# Hargrave, Northamptonshire
Hargrave är en ort och civil parish i Storbritannien.   Den ligger i grevskapet Northamptonshire och riksdelen England, i den sydöstra delen av landet, 90 km norr om huvudstaden London. Hargrave ligger 79 meter över havet och antalet invånare är 236.
Terrängen runt Hargrave är platt. Runt Hargrave är det tätbefolkat, med 319 invånare per kvadratkilometer. Närmaste större samhälle är Kettering, 19,0 km väster om Hargrave. Trakten runt Hargrave består till största delen av jordbruksmark.